# Лютка сибирская

Лютка сибирская (лат. Sympecma paedisca) — вид стрекоз, принадлежащий к семейству лютки.

## Описание
Длина тела составляет 40-45 мм, брюшко длиной 25-29 мм, заднее крыло длиной 18-22 мм.
Задний край переднеспинки трёхлопастный. Нижний край доплечевой полосы в задней половине с более менее прямоугольным выступом. Самец и самка окрашены одинаково. Грудь и брюшко сверху бронзово-бурые, слабо блестящие, с хорошо развитым тёмно-бронзовым, слегка блестящим рисунком на верхней части груди. Основной фон тела бежевый. Глаза вначале имеют буроватый цвет, но весной, после зимовки, становятся голубыми.
Птеростигма на переднем крыле расположена от вершины крыла дальше (примерно на свою длину), чем на заднем крыле. В покое крылья держит сложенными над туловищем.
Лютка рыжая (Sympecma fusca) похожа на лютку сибирскую, только брюшко светлее.

## Распространение
Широко распространенный транспалеарктический вид. Ареал — Дальний Восток, Европа, Монголия, Сибирь, Средняя Азия. Встречается на Среднем Урале. Населяет почти все типы стоячих водоёмов с хорошо развитой водной растительностью, включая более или менее засоленные.

## Размножение
Характерной особенностью биологии этого вида стрекоз является зимовка на стадии имаго. Уже в апреле происходит спаривание и откладка яиц. Откладка яиц происходит путём проколов листов водных растений. Личиночная стадия онтогенеза продолжается в течение 3-х месяцев. Следующее поколение имаго появляется уже в июле. Большинство других видов зимуют в личиночной стадии (наяды) на дне водоёмов. В водоёмах личинки ведут хищный образ жизни и питаются мелкими водными беспозвоночными.